# Cessna Citation III

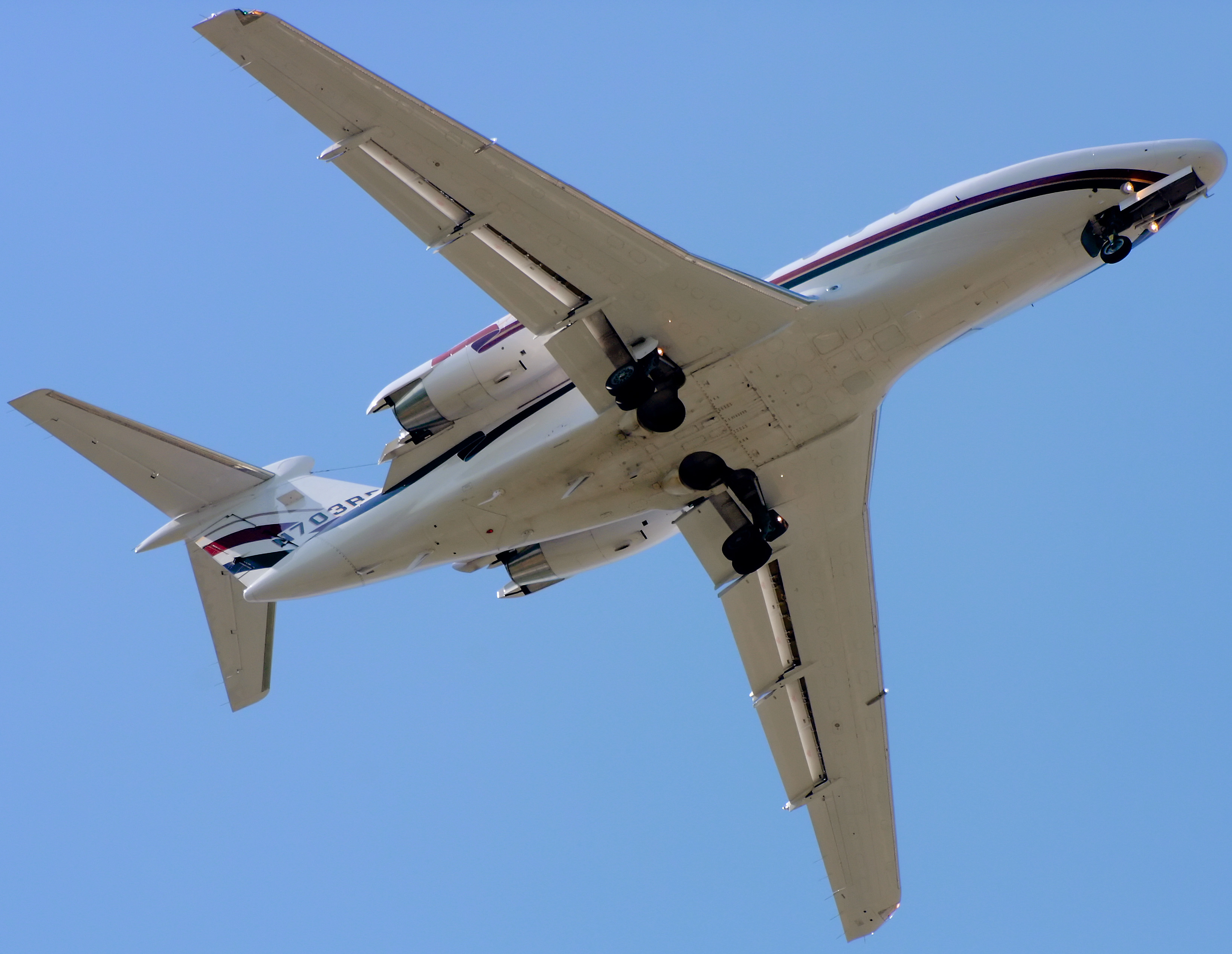
Cessna Citation III - van onderen is duidelijk de aanzienlijke pijlstelling van de vleugels te zien

De Cessna 650 Citation III is een licht zakenvliegtuig, ontwikkeld door Cessna Aircraft Company en voortgedreven door twee Garrett turbofans. De Citation III was een geheel nieuw ontwerp met een 35 graden vleugel-pijlstelling en T-staart. De eerste vlucht vond plaats op 30 mei 1979. Er zijn in totaal, inclusief alle varianten, 518 van gebouwd. De productie is in 2000 gestaakt. De Citation III heeft dezelfde romp en cockpit als zijn latere opvolger, de Cessna Citation X .
De Citation III was de eerste zakenjet die in het geval van een plotselinge, ongecontroleerde decompressie van de drukcabine op kruishoogte, automatisch de daling inzet naar een veilige hoogte.

## Varianten
Citation IVTekentafelmodel met een langere romp en een grotere reikwijdte. Is nooit geproduceerd.
Citation VIGoedkopere versie van de Citation III met een eenvoudiger interieur. Dit was echter geen groot succes aangezien een luxe uitstraling veel belangrijker was voor de klanten dan Cessna in eerste instantie vermoedde. 39 toestellen geproduceerd.
Citation VIIVersie met krachtiger motoren en betere prestaties op hoger gelegen vliegvelden met een warm klimaat. Meer opties voor de klant voor een luxe interieur. 119 toestellen geproduceerd.